# Queso Zamorano

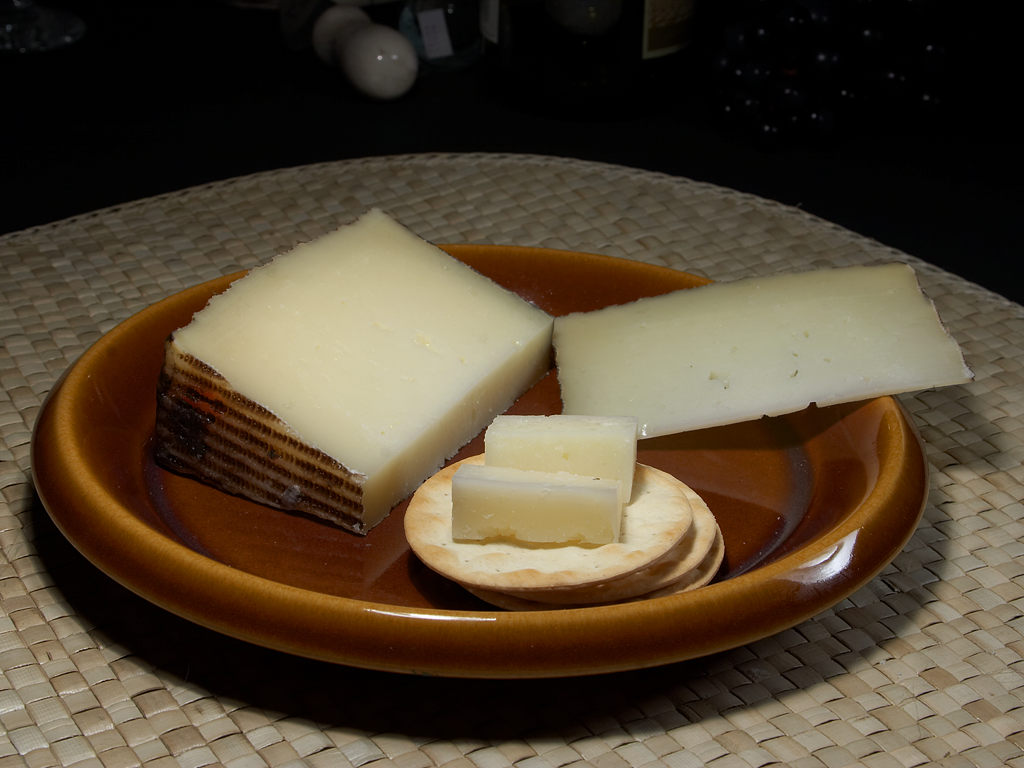
Zamorano-Käse

Zamorano [θamo'ɾano] ist ein vollfetter Hartkäse aus Schafsmilch. Er wird ausschließlich in der spanischen Provinz Zamora hergestellt; Zamorano ist eine geschützte Ursprungsbezeichnung.

## Herkunft
Die Milch stammt von Churra- oder Castellana-Schafen oder von Hybriden der ersten Generation (F1-Hybride) von Muttertieren der Rasse Churra bzw. Castellana und einem Vater der Rasse Assaf Española. Die Ernährung erfolgt durch Weidehaltung. Neben Grasland werden auch Getreideacker beweidet. Dort werden das Stroh und die nach dem Einbringen der Ernte zurückgebliebenen Ähren genutzt, ebenso die Ernterückstände von Leguminosen wegen ihres hohen Eiweißgehalts. Im Winter und in Zeiten erhöhten Bedarfs werden Getreide, Leguminosen und Grünfutter zugefüttert.

## Herstellung
Zunächst erfolgt die Erwärmung und Dicklegung der Milch, danach das Schneiden der entstandenen Dickete mit der Käseharfe. Der so entstandene Käsebruch wird nochmals erwärmt, in Formen gepresst und gesalzen. Käselaibe bis 1,5 kg werden dann mindestens 60 Tage, solche über 1,5 kg mindestens 100 Tage lang in Kellern gelagert. Manche Betriebe legen den reifenden Zamorano vorübergehend zusätzlich in Olivenöl ein, wodurch das würzige Aroma des Zamorano noch intensiviert wird. Handwerklich, aus Rohmilch hergestellte Zamorano-Käse tragen die Zusatzbezeichnung "Artesano". 

## Eigenschaften
Der Zamorano besitzt eine flache zylindrische Form mit einer Höhe bis 14 cm und einem Durchmesser bis 24 cm. Die bis zu 4 kg schweren Laibe haben eine harte, gelblich bis dunkelgrau gefärbte Rinde. Diese ist mit einer Zickzack-Gravur am Rand und einem ährenförmigen Muster auf der Ober- und Unterseite versehen, die darauf hinweisen, dass der Käse ursprünglich in Formen aus geflochtenem Espartogras gepresst wurde.
Der Teig ist fest und kompakt mit wenigen kleinen Löchern, seine Farbe von weiß bis zu einem gelblichen Elfenbeinton variierend. Die Geschmackskomponenten reichen von frischer Schafmilch mit Butterschmalz- und Heunoten bei kurz gereiftem Käse bis zu Aromen von reifer Dickmilch mit nussigen Nuancen bei länger gereiftem Käse.
Der Fettgehalt in der Trockenmasse beträgt 45 %.